# Тугайский сельсовет
Тугайский сельсовет — муниципальное образование в Благовещенском районе Башкортостана.

## История
Согласно «Закону о границах, статусе и административных центрах муниципальных образований в Республике Башкортостан» имеет статус сельского поселения.

## Население
| 2002 | 2009 | 2010 | 2012 | 2013 | 2014 | 2015 |
| ---- | ---- | ---- | ---- | ---- | ---- | ---- |
| 738  | ↘720 | ↘674 | ↘665 | ↘647 | ↘637 | ↘625 |
| 2016 | 2017 |      |      |      |      |      |
| ↘620 | ↘611 |      |      |      |      |      |

## Состав сельского поселения
| № | Населённый пункт | Тип населённого пункта       | Население |
| - | ---------------- | ---------------------------- | --------- |
| 1 | Тугай            | село, административный центр | ↘555      |
| 2 | Новые Турбаслы   | деревня                      | ↗51       |
| 3 | Рудный           | деревня                      | ↘26       |
| 4 | Новоникольский   | деревня                      | ↗21       |
| 5 | Берёзовка        | деревня                      | ↗12       |
| 6 | Щепное           | деревня                      | ↗9        |